# کچوئرا
کچوئرا (به پرتغالی: Cachoeira) یک منطقهٔ مسکونی در برزیل است که در باهیا واقع شده‌است. کچوئرا ۳۹۵٫۲۲۳ کیلومتر مربع مساحت و ۳۳٬۵۶۷ نفر جمعیت دارد.